# 总统图书馆 (美国)

總統圖書館的官方徽章

總統圖書館（英語：Presidential library）是由美国國家檔案和記錄管理局（NARA）管理和維護，致力于记录、收集每一位美国总统的历史资料库。自美國第31任總統赫伯特·胡佛以來，歷任總統皆設立總統圖書館。

## 背景
“总统图书馆”于1938年由美国第32任总统富兰克林·罗斯福提出。美国总统是联邦政府及其行政部门的首脑，总统任期之内的各种文献档案对研究美国的政治、经济、外交、军事和文化历史都具有重要意义。
然而在美国建国之后相当长的一段时期内，对总统文件的保管和管理并没有一套有效的规章制度，历任总统卸任之后，其任内的文件就散落到私人手中。虽然有一些私人机构和团体致力于搜集和保存卸任总统的文件，但由于资源有限，这项工作不可能圆满完成。美国国会图书馆曾经花费大笔资金，收购华盛顿、杰斐逊等几位美国初期总统的文件，但仍无法挽回巨大的损失。
1938年，罗斯福总统正式提出建立总统图书馆的建议，並得到国会的批准。1940年7月4日，罗斯福总统图书馆正式开放了。值得一提的是，罗斯福是唯一一位在任内建立自己图书馆的美国总统。

## 功能
美国总统图书馆与一般图书馆并不一样。总统图书馆的藏品不仅包括总统任内各种文献、手稿、档案、书籍、纪念品，还包括和总统生平有关的各类文献，因此，总统图书馆实际上是集图书馆、档案馆和博物馆于一体的机构。
罗斯福总统图书馆建成后，人们看到这是保存总统文件和美国历史档案的好办法。为了加强对总统图书馆的管理，美国国会于1955年通过《总统图书馆法案》，把私人捐款筹建的总统图书馆纳入国家档案馆的管辖范围，以便用政府资金来维持总统图书馆的管理和各项业务的运作，这样就形成了国家档案馆管辖的“总统图书馆系统”，而这种“私人筹建，政府管理”的模式也成为此后建立和管理总统图书馆的定规。1986年，美国国会对《总统图书馆法案》加以修改，限制了总统图书馆越建越大的倾向。
美国总统图书馆的主要服务对象是政府官员、学者和普通公民，只要出示身份证、并且说明理由，任何人都可以阅览总统的档案。同时，每个总统图书馆都为公众提供各种服务项目，让参观者对总统本人、总统执政期间的机构运作以及美国的整个政治系统都有一个全面的了解和认识。
60多年来，总统图书馆收集保存了大量文献、档案、史料、纪念品等，对美国政治、历史、文化的研究做出了重要贡献。

## 总统图书馆列表
这是一个总统图书馆的列表。
| #        | 总统                   | 图书馆名称                                     | 地址                               | 管理单位                                     | 图片 | 标志、网站                  |
| -------- | ---------------------- | ---------------------------------------------- | ---------------------------------- | -------------------------------------------- | ---- | --------------------------- |
| 1        | 乔治·华盛顿            | 弗雷德·史密斯維農山莊乔治·华盛顿研究国立图书馆 | 弗吉尼亚州弗农山                   | 弗农山女士协会                               |      | 網站                        |
| 3        | 托马斯·杰斐逊          | 罗伯特·H·史密斯国际杰斐逊研究中心              | 弗吉尼亚州夏律第鎮                 | 托马斯·杰斐逊基金会                          |      | 網站 （页面存档备份，存于） |
| 6        | 约翰·昆西·亚当斯       | 亚当斯国家历史公园史东图书馆                   | 马萨诸塞州昆西                     | 美国国家公园管理局                           |      | 網站 （页面存档备份，存于） |
| 16       | 亚伯拉罕·林肯          | 亞伯拉罕·林肯總統圖書館和博物館                | 伊利诺伊州斯普林菲尔德             | 伊利诺伊州历史保护机构                       |      | 網站                        |
| 18       | 尤利西斯·辛普森·格兰特 | 尤利西斯·辛普森·格兰特总统图书馆               | 密西西比州斯塔克維爾               | 密西西比州立大学图书馆 尤利塞斯·S·格兰特协会 |      | 網站 （页面存档备份，存于） |
| 19       | 拉瑟福德·伯查德·海斯   | 拉瑟福德·伯乍得·海斯总统中心                   | 俄亥俄州弗里蒙特                   | 俄亥俄州历史协会 海斯总统中心有限公司        |      | 網站                        |
| 25       | 威廉·麦金莱            | 威廉·麦金莱总统图书馆暨博物馆                  | 俄亥俄州坎顿                       | 斯塔克县历史协会                             |      | 網站 （页面存档备份，存于） |
| 26       | 西奥多·罗斯福          | 西奥多·罗斯福总统图书馆 （預計2026年開館）     | 北达科他州梅多拉                   | 西奥多·罗斯福总统图书馆基金会                |      | 網站 （页面存档备份，存于） |
| 28       | 伍德罗·威尔逊          | 伍德罗·威尔逊总统图书馆                        | 維吉尼亞州斯湯頓                   | 伍德罗·威尔逊总统图书馆基金会                |      | 網站 （页面存档备份，存于） |
| 30       | 卡尔文·柯立芝          | 卡尔文·柯立芝总统图书馆暨博物馆                | 马萨诸塞州北安普敦                 | 麻薩諸塞州福布斯图书馆                       |      | 網站 （页面存档备份，存于） |
| 31       | 赫伯特·胡佛            | 赫伯特·胡佛总统图书馆暨博物馆                  | 艾奥瓦州西布兰奇                   | NARA                                         |      | 網站 （页面存档备份，存于） |
| 32       | 富兰克林·德拉诺·罗斯福 | 富兰克林·德拉诺·罗斯福总统图书馆暨博物馆       | 纽约州海德帕克                     | NARA                                         |      | 網站 （页面存档备份，存于） |
| 33       | 哈里·S·杜鲁门          | 哈里·S·杜鲁门总统图书馆暨博物馆                | 密苏里州独立城                     | NARA                                         |      | 網站 （页面存档备份，存于） |
| 34       | 德怀特·艾森豪威尔      | 德怀特·艾森豪威尔总统图书馆                    | 堪萨斯州阿比林                     | NARA                                         |      | 網站 （页面存档备份，存于） |
| 35       | 约翰·肯尼迪            | 约翰·肯尼迪总统图书馆暨博物馆                  | 马萨诸塞州多切斯特                 | NARA                                         |      | 網站 （页面存档备份，存于） |
| 36       | 林登·约翰逊            | 林登·约翰逊总统图书馆暨博物馆                  | 德克薩斯州奧斯汀                   | NARA 德克薩斯州大學奧斯汀分校                |      | 網站 （页面存档备份，存于） |
| 37       | 理查德·尼克松          | 尼克松总统图书馆暨博物馆                       | 加利福尼亚州约巴林达               | NARA 理查德·尼克松基金会                     |      | 網站 （页面存档备份，存于） |
| 38       | 杰拉尔德·福特          | 杰拉尔德·福特博物馆                            | 密歇根州大急流城                   | NARA                                         |      | 網站 （页面存档备份，存于） |
| 38       | 杰拉尔德·福特          | 杰拉尔德·福特总统图书馆                        | 密歇根州                           | NARA                                         |      | 網站 （页面存档备份，存于） |
| 39       | 吉米·卡特              | 吉米·卡特图书馆暨博物馆                        | 喬治亞州亚特兰大                   | NARA                                         |      | 網站 （页面存档备份，存于） |
| 40       | 罗纳德·里根            | 罗纳德·里根总统图书馆                          | 加利福尼亞州                       | NARA                                         |      | 網站 （页面存档备份，存于） |
| 41       | 乔治·赫伯特·沃克·布什  | 乔治·布什总统图书馆暨博物馆                    | 德克薩斯州                         | NARA 德州農工大學                            |      | 網站                        |
| 42       | 比尔·克林顿            | 比尔·克林顿总统中心及公园                      | 阿肯色州小岩城                     | NARA                                         |      | 網站 （页面存档备份，存于） |
| 43       | 乔治·沃克·布什         | 小布什总统中心                                 | 德克薩斯州大学公园市（達拉斯郊区） | NARA 南方卫理公会大学                        |      | 網站 （页面存档备份，存于） |
| 44       | 巴拉克·歐巴馬          | 巴拉克·歐巴馬總統中心 （預計2026年開館）       | 伊利諾伊州芝加哥傑克遜公園         | 歐巴馬基金會 芝加哥大学                      |      | 網站 （页面存档备份，存于） |
| 44       | 巴拉克·歐巴馬          | 巴拉克·歐巴馬總統圖書館                        | （僅有館，無實體館）               | NARA                                         |      | 網站 （页面存档备份，存于） |
| 45 、 47 | 唐納·川普              | 唐納·川普總統中心 （初期規劃中，尚無開館時程） | 佛羅里達州                         |                                              |      |                             |
| 45 、 47 | 唐納·川普              | 唐納·川普總統圖書館                            | （僅有館，無實體館）               | NARA                                         |      | 網站 （页面存档备份，存于） |
| 46       | 乔·拜登                | 喬·拜登總統圖書館                              | （僅有館，無實體館）               | NARA                                         |      | 網站 （页面存档备份，存于） |